# إيف تانغوي
إيف تانغوي (بالفرنسية: Yves Tanguy )‏ (و. 1900 – 1955 م) هو رسام، وراسم، من فرنسا، ولد في الدائرة الثامنة في باريس، شارك في II. documenta ‏، توفي عن عمر يناهز 55 عاماً، بسبب سكتة، ونزف مخي.

## التعليم
تعلم في Lycée Saint-Louis ‏.